# Ivașkove, Verhnodniprovsk
Ivașkove (în ucraineană Івашкове) este un sat în comuna Dniprovokameanka din raionul Verhnodniprovsk, regiunea Dnipropetrovsk, Ucraina.

## Demografie
Componența lingvistică a localității Ivașkove
     Ucraineană (96,76%)
     Rusă (2,16%)
     Alte limbi (0,54%)
Conform recensământului din 2001, majoritatea populației localității Ivașkove era vorbitoare de ucraineană (96,76%), existând în minoritate și vorbitori de rusă (2,16%).